# Elaeodendron
Elaeodendron ist eine Pflanzengattung innerhalb der Familie der Spindelbaumgewächse (Celastraceae). Sie ist mit rund 40 Arten in Afrika, Madagaskar, Indien und Australien verbreitet.

## Beschreibung
Elaeodendron-Arten sind Bäume oder Sträucher. Die oberirdischen Pflanzenteile sind kahl. Die gegenständig, annähernd gegenständig oder wechselständig angeordneten Laubblätter sind ganzrandig, gezähnt, gekerbt oder mit Stacheln besetzt.
Der Blütenstand ist achselbürtig und sympodial. Die Blüten sind zwittrig oder eingeschlechtig (diözisch, monözisch oder polygam) und drei- bis fünfzählig, der Diskus ist ringförmig, fleischig, ganzrandig und vier- bis fünfwinklig oder -lappig. Die Staubbeutel öffnen sich längs zum Zentrum der Blüte hin oder von ihr weg. Der Fruchtknoten ist zwei- bis vierfächrig, je Fach gibt es zwei aufrechtstehende Samenanlagen.
Die elliptische oder kugelförmige, fleischige oder ledrige Steinfrucht enthält einen bis zwei (selten drei) Samen. Die Samen sind elliptisch oder eiförmig, abgeflacht oder dreieckig und eiweißreich.
Die Chromosomenzahl beträgt 2n = 34.

## Standorte
Die Arten gedeihen in Wäldern, Woodlands und im Unterholz.

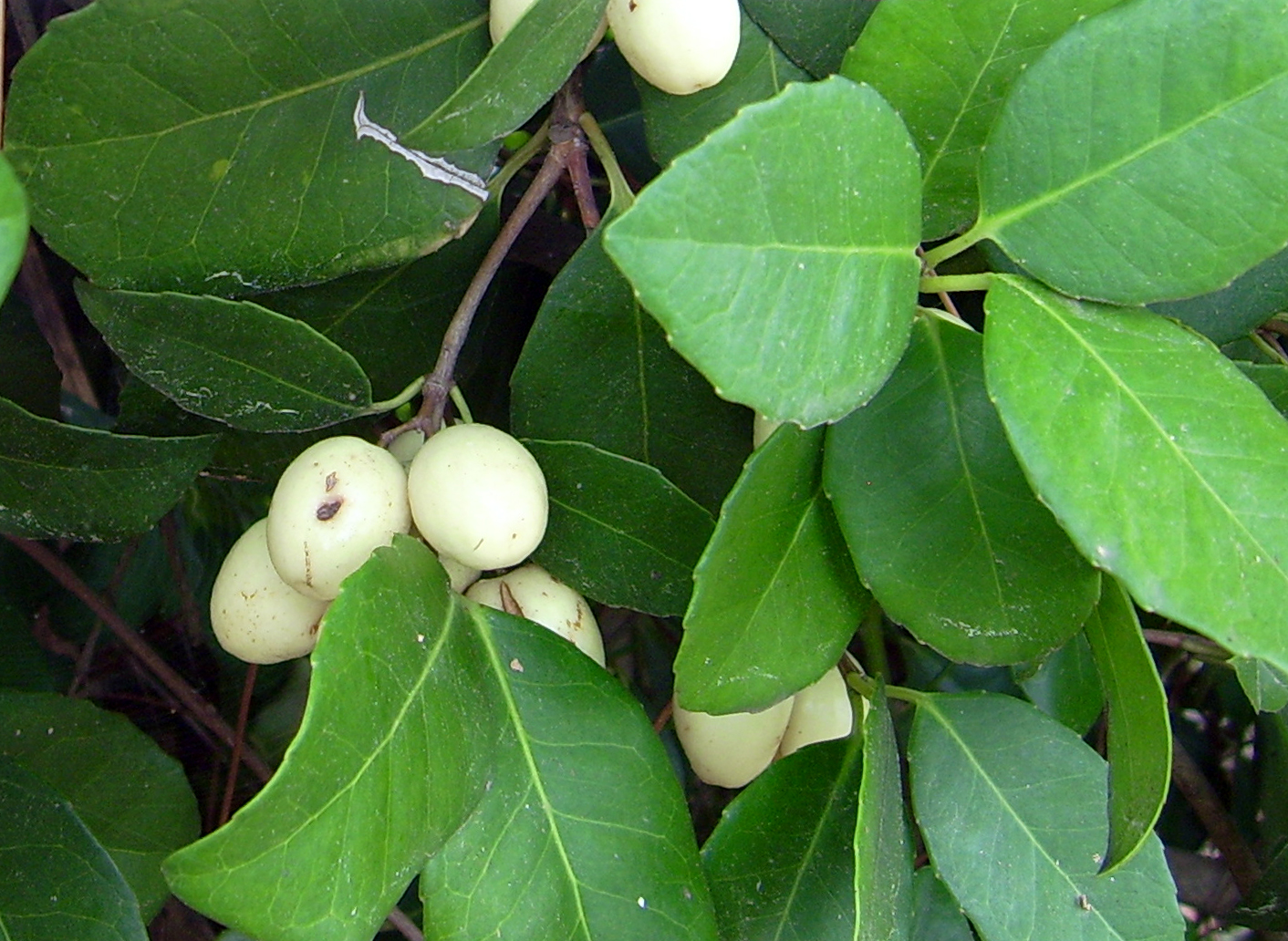
Elaeodendron croceum

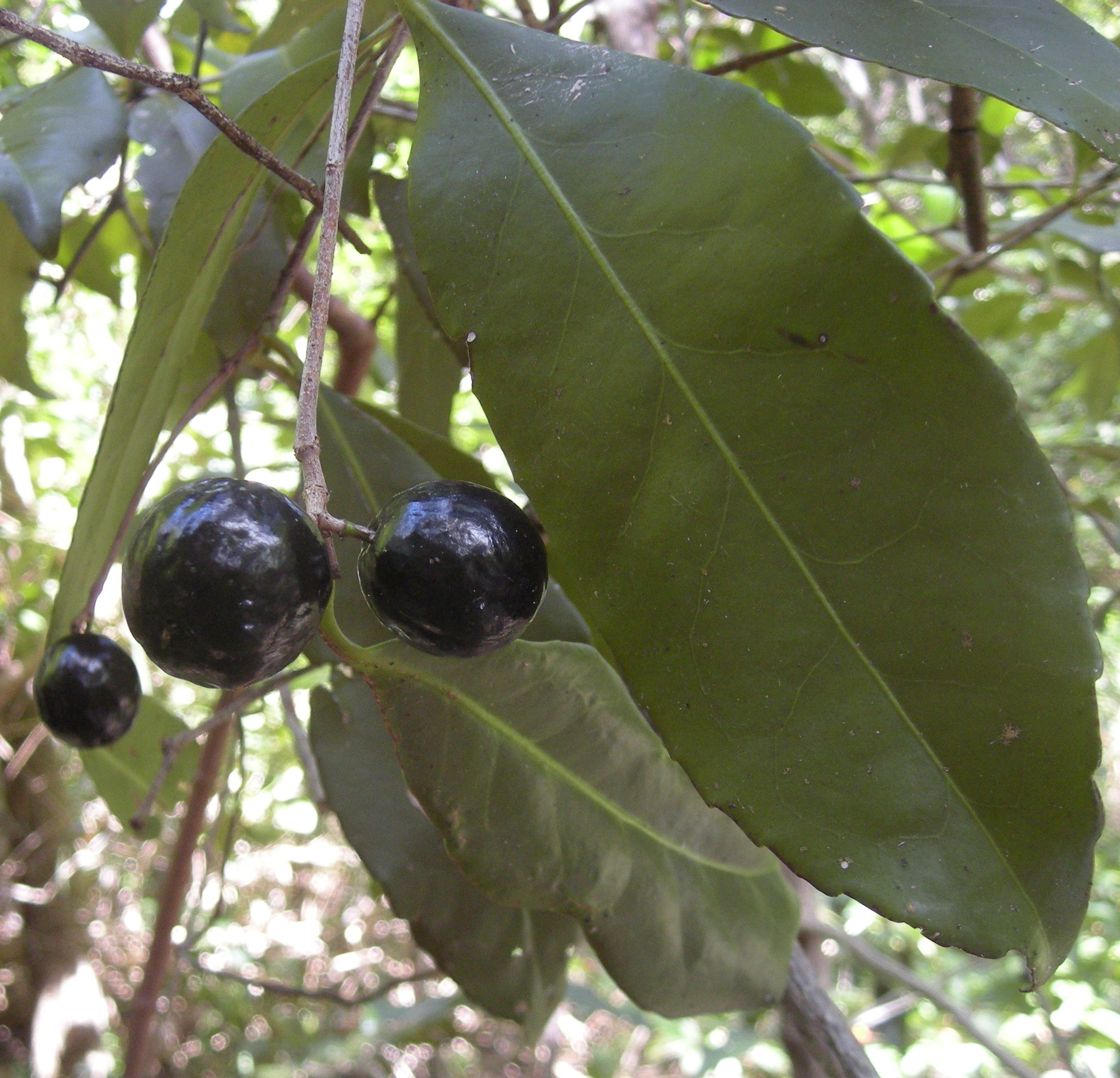
Elaeodendron melanocarpum

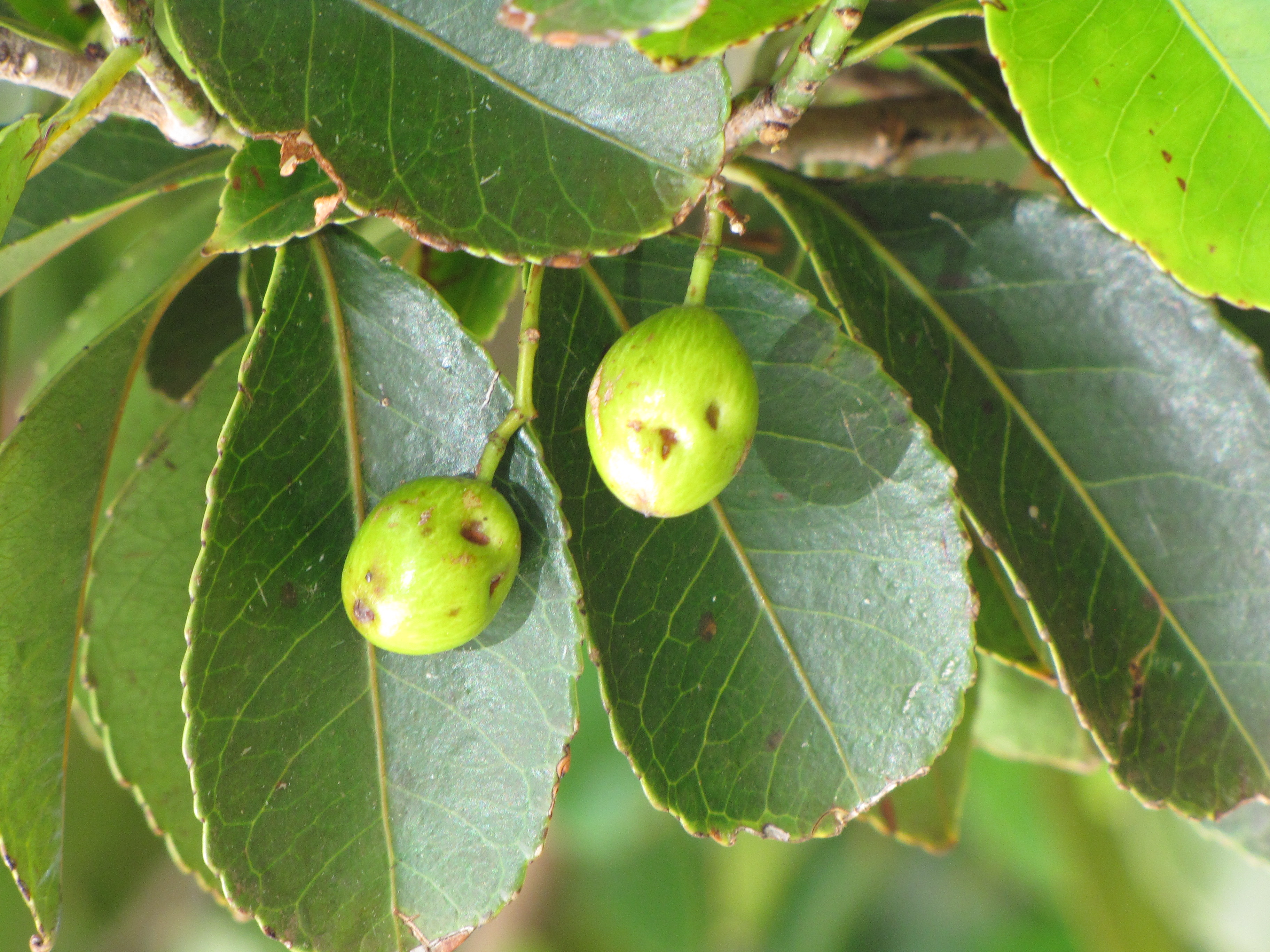
Elaeodendron orientale

## Systematik und Verbreitung
Die Gattung Elaeodendron wurde 1782 durch Nicolaus Joseph von Jacquin in Icones Plantarum Rariorum, 1, S. 3, Tafel 48 aufgestellt. Typusart ist Elaeodendron orientale Jacq.
Die Gattung Elaeodendron kommt in der Neotropis, in Afrika, Madagaskar, Indien und Australien vor.
Die Gattung Elaeodendron umfasst rund 40 Arten, darunter:
- Elaeodendron transvaalense (Burtt Davy) R.H.Archer
- Elaeodendron alluaudianum H.Perrier: Sie kommt in Madagaskar vor.[4]
- Elaeodendron australe Vent.: Sie kommt in den australischen Bundesstaaten New South Wales sowie Queensland vor.[5]
- Elaeodendron buchananii (Loes.) Loes.: Sie kommt im tropischen Afrika vor.
- Elaeodendron cowanii H.Perrier: Sie kommt in Madagaskar vor.[4]
- Elaeodendron croceum (Thunb.) DC.: Sie kommt in Südafrika und in Simbabwe vor.[5]
- Elaeodendron curtipendulum Endl.: Sie kommt nur in Queensland vor.[5]
- Elaeodendron ehrenbergii Urb.: Sie kommt nur auf der Insel Hispaniola vor.[3]
- Elaeodendron glaucum (Rottb.) Pers.: Sie kommt in Sri Lanka, Indien, Pakistan, Nepal, Bhutan, Kambodscha und Indonesien vor.[5]
- Elaeodendron griseum Baker: Sie kommt in Madagaskar vor.[4]
- Elaeodendron humbertii H.Perrier: Sie kommt in Madagaskar vor.[4]
- Elaeodendron indicum Gaertn.: Sie kommt in Madagaskar vor.[4]
- Elaeodendron lanceolatum Urb. & Ekman: Sie kommt nur auf der Insel Hispaniola vor.[3]
- Elaeodendron laneanum A.H.Moore: Dieser Endemit kommt nur auf den Bermudas vor.[3]
- Elaeodendron lycioides Baker: Sie kommt in Madagaskar vor.[4]
- Elaeodendron micranthum Tul.: Sie kommt in Madagaskar vor.[4]
- Elaeodendron nipensis Bisse: Dieser Endemit kommt nur im östlichen Kuba vor.[3]
- Elaeodendron orientale Jacq.: Sie kommt nur auf Mauritius, Réunion und Rodrigues vor.[4][5]
- Elaeodendron pauciflorum Tul.: Sie kommt in Madagaskar vor.[4]
- Elaeodendron trachycladum Baker: Sie kommt in Madagaskar vor.[4]
- Elaeodendron trichotomum (Turcz.) Lundell: Sie kommt in Mexiko vor.[3]
- Elaeodendron xylocarpum (Vent.) DC.: Sie ist von Mexiko über Zentralamerika und karibischen Inseln bis  Venezuela verbreitet.[5][3]
- Elaeodendron zeyheri Spreng. ex Turcz.: Sie kommt in Mosambik und in Südafrika vor.[5]